# Geschichte der Juden in Magdeburg
Dieser Artikel behandelt die Geschichte der jüdischen Bevölkerung in Magdeburg. Mit einer urkundlichen Erwähnung bereits im Jahr 965 – noch vor der Begründung der ersten Synagogen – ist Magdeburg einer der ältesten Orte jüdischen Lebens in der heutigen Bundesrepublik Deutschland.

## Liudolfinger (919–1024)
Die erste Erwähnung von Juden in Magdeburg erfolgt im Jahr 965 in einer Abschrift der Urkunde, mit der Kaiser Otto I. im Jahr 937 dem Mauritiuskloster Jurisdiktion über dortige „Juden und andere Kaufleute“ verleiht. Die Erwähnung lässt auf eine rechtliche Verfassung der Gemeinschaft, eine größere Anzahl von Mitgliedern sowie eine längere Verweildauer schließen. Anzunehmen ist, dass die erwähnte Gemeinschaft von Juden bereits unter der Herrschaft der Karolinger in Magdeburg ansässig war. Die jüdischen Kaufleute im Ort nutzten die schiffbare Elbe als wichtigen Handelsweg.

## Zeit der Kreuzzüge (1096–1396)

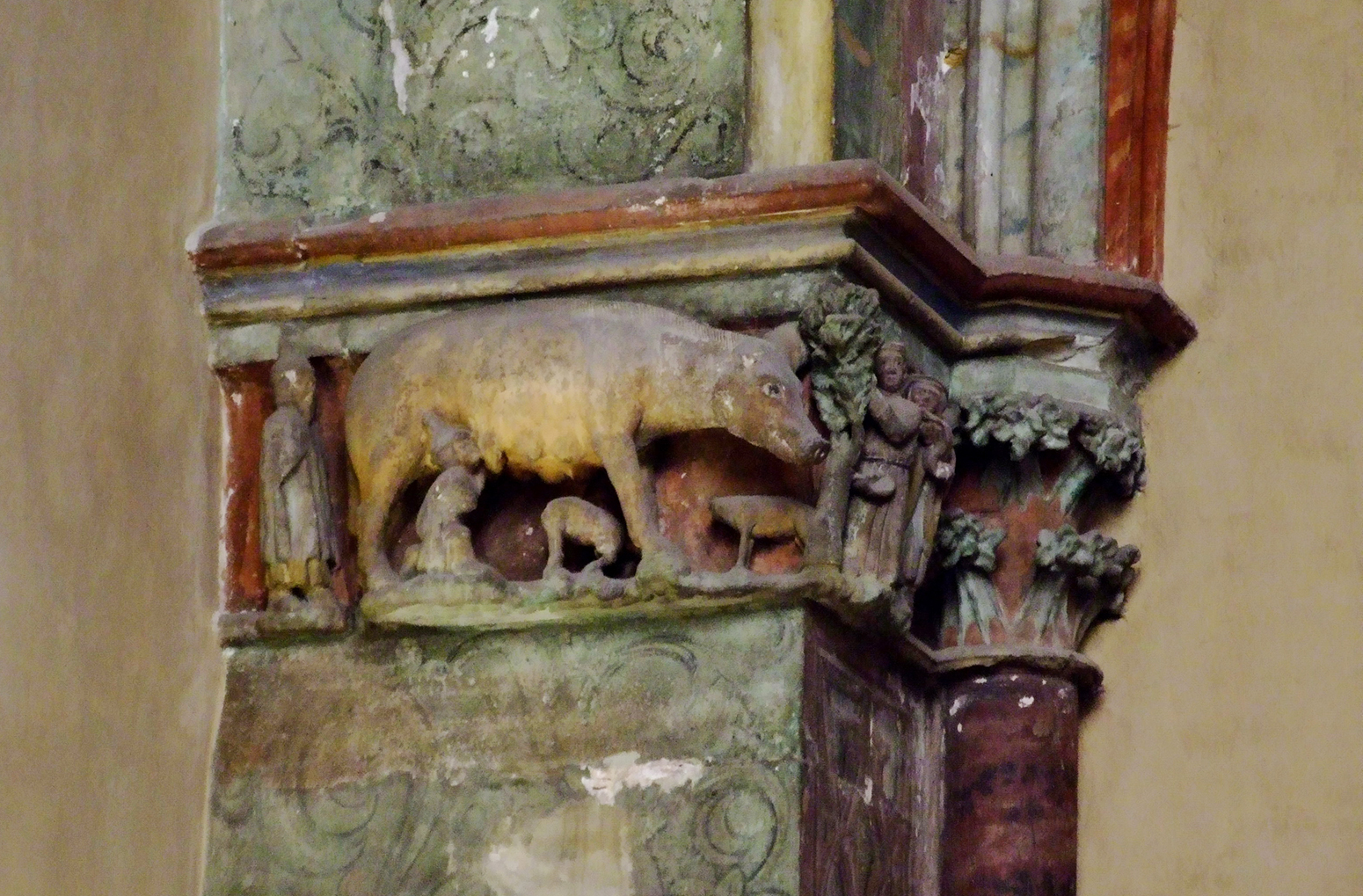
Schmährelief „Judensau“ im Magdeburger Dom

Im Hoch- und Spätmittelalter wurde die jüdische Bevölkerung Magdeburgs wiederholt überfallen oder vertrieben. Aus dieser Zeit der Verfolgung stammt auch der heute kontrovers diskutierte Fries mit der Abbildung einer „Judensau“ im Magdeburger Dom (1270).
Im Jahr 1213 wurde das Judendorf – eine Siedlung außerhalb der Stadtmauern nahe der alten Sudenburg – vom Heer Otto des IV. gebrandschatzt. 1261 erpresste Erzbischof Ruprecht von reichen Magdeburger Juden Lösegeld und ließ die Siedlung verwüsten. Am 20. Februar 1301 überfielen Bürger der Stadt das Judendorf auf die Anzeige einer christlichen Magd im Dienst eines Juden hin.
Eine der bekanntesten Persönlichkeiten aus dem 13. Jahrhundert ist Rabbiner Chajim Paltiel ben Jacob, bei dem allerdings unklar ist, ob er als Entscheider in den Responsen des Rabbi Meir von Rothenburg und anderen erwähnt wird. Belegt ist, dass Rabbi Meir von Rothenburg sich an Rabbi Chajim Paltiel in einem Responsum direkt wendet. In der Lemberger Ausgabe (1860) ist in Responsum 476 überliefert, dass Meir von Rothenburg die „Edlen und Vorsteher der Gemeinde Magdeburg“ adressiert.

## Vertreibung (1493)
Nachdem ein Barfußmönch den Vorwurf erhoben hatte, von Juden aus dem Magdeburger Judendorf beleidigt worden zu sein, verwies Erzbischof Ernst II. von Sachsen im Jahr 1492/93 alle Juden der Stadt. Ihre bewegliche Habe durften sie mitnehmen. Für ihren Grundbesitz, der an die Stadt Sudenburg übertragen wurde, wurden sie entschädigt.
Das als Synagoge genutzte Gebäude wurde zur Marienkirche umgewidmet. Das Dorf hieß nun „Mariendorf“. Die Kirche wurde später während der Belagerung Magdeburgs durch Moritz von Sachsen ca. 1551 zerstört.
Eine der ältesten jüdischen schriftlichen Überlieferungen ist eine Thora-Rolle der Magdeburger Juden aus dem 14. Jahrhundert, die sich heute in der Bibliothek in Wolfenbüttel befindet.

## Wiederansiedlung (ab 1703)
Im Jahr 1703 wurde eine Ansiedlung von jüdischen Händlern aus Halberstadt in der Sudenburg erlaubt. Mehrere Quellen erwähnen die Niederlassung eines Schutzjuden namens Abraham Liebermann (auch: Liebmann) als Hoffaktor im Jahr 1705 in der nun preußischen Stadt Magdeburg. Im Jahr 1720 erhielt ein Jude namens Gumpert das Recht, in Magdeburg zu wohnen, ohne Leibzoll zahlen zu müssen.
Eine größerer jüdischer Zuzug folgte mit der Umsetzung des Preußischen Judenedikts zu Beginn des 19. Jahrhunderts. In der Kleinen Münzstraße 5 und der Prälatenstraße 27 wurden Betstuben eingerichtet. 1810 wohnten 255 jüdische Bürger in Magdeburg. Mitte des 19. Jahrhunderts zählte die jüdische Gemeinde etwa 800 Mitglieder. 
Die Gemeinde erwarb 1816 den großflächigen Friedhof am Fermersleberweg im Stadtteil Sudenburg (heute Stadtteil Leipziger Straße). Mehrere Steine des mittelalterlichen Begräbnisplatzes wurden aufgestellt, der bereits im 13. Jahrhundert nahe der Elbe bei Buckau („Judenkever Buckau“) lag und nach der letzten Vertreibung der Magdeburger Juden eingeebnet worden war. Nur ein einziger Grabstein aus dem Jahre 1269 ist noch erhalten.

## Alte Synagoge (1850–1894)
Die wachsende jüdische Bevölkerung beantragte 1849 beim Rat der Stadt den Bau einer Synagoge. Diese wurde 1850 genehmigt, in der Großen Schulstraße (heute Julius-Bremer-Straße) binnen eines Jahres errichtet und am 14. September 1851 geweiht. Das Gebäude wies Elemente der Neugotik auf und wurde als imponierend, herrlich aber einfach, groß, schlank und mit der Front zur Straße beschrieben.

Die Weihe erfolgte durch Ludwig Philippson, einen wichtigen Vertreter des Liberalen Judentums in Deutschland, der in Magdeburg als Rabbiner und Schullehrer wirkte. Zur Feier des 25-jährigen Jubiläums der Synagoge schrieb die von Philippson gegründete Allgemeinen Zeitung des Judentums:
»Nach einer Introduktion der Orgel mit Instrumentalbegleitung wurde Mah tobu recitirt, Psalm 84 in Responsen vom Vorbeter und der Gemeinde abgesungen und nach einem Männerquartett hielt Herr Rabbiner Dr. Rahmer die Festpredigt in ergreifender Weise. Dann wurden unter der gewöhnlichen Liturgie die Thorarollen ausgehoben und ein Umzug mit ihnen vollzogen. Hiernach fand eine Seelengedächnißfeier für die während des verflossenen Zeitraumes dahingeschiedenen Vorsteher und Mitglieder der Gemeinde statt und das Gebet für König und Vaterland und das große Halleluja von Handel bildeten den Schluss.«
1859 war die Anzahl jüdischer Bürger Magdeburgs auf rund 1.000 gewachsen.
Eine Ausschreibung aus dem Jahr 1894 zur Erweiterung des Gebäudes lässt anhand der Sitzplätze für Männer und Frauen, der Aufstellung der Orgel sowie den Verzicht auf eine Mikwe auf einen reformierten Ritus schließen. Im Jahr 1897 wurde die Synagoge nach einer Umgestaltung erneut geweiht. Die Architektur wurde als an den Maurischen Stil angelehnt beschrieben. Die umgebaute Synagoge wurde zum Beten, als Schule und Versammlungsstätte genutzt.

## Kaiserreich und Weimarer Republik (1871–1933)
Im Jahr 1910 lebten in Magdeburg 1.843 Juden und Jüdinnen.
 

An die jüdischen Gefallenen des Ersten Weltkrieges aus der Gemeinde erinnert ein Denkmal auf dem alten jüdischen Friedhof. Die Namen der gefallenen jüdischen Soldaten befanden sich auch auf zwei Gedenktafeln rechts und links neben dem Torahschrank:
Im Weltkriege 1914–1918 starben aus unserer Gemeinde für das deutsche Vaterland: Vizefeldwebel Walter Asch, Landsturmmann Oskar Abraham, Musketier Alfred Bendix, Musketier Max Ehrlich, Leutnant Arthur Gabbe, Gefreiter Willi Grünbaum, Musketier Herbert Henschel, Unteroffizier Ernst Jacoby, Gefreiter Max Katz, Musketier Max Koch, Vizewachtmeister, Otto Lichenheim, Musketier Max Levy, Feuerwerker Ernst Lewy, Musketier Julius Marwilsky, Gefreiter Curt Moses, Unteroffizier Julius Oppel, Unteroffizier Erich Heinemann, Infanterist Leon Hoder, Offiziers-Aspirant Curt Proskauer, Gefreiter Siegmund Pels, Gefreiter Ernst Philippson, Schütze Walter Rosener, Unteroffizier Curt Rogazinski, Gefreiter Max Rubert, Landsturmmann Georg Rosenblatt, Unteroffizier Alexander Rosenfeld, Leutnant Walter Salomon, Musketier Ernst Salomon, Offiziers-Stellvertreter Ludwig Schild, Unteroffizier Hans Schmidt, Unteroffizier Arthur Wolff, Landsturmmann Hermann Weinzweig, Gefreiter Leo Zamory, Gefreiter Louis Grunsfeld, Reservist Martin Freiberg, Unteroffizier Hans Herzberg.
Mitte der 1920er Jahre lebten in Magdeburg etwa 2.500 Jüdinnen und Juden.
Die Mitglieder der Gemeinde organisierten sich in zahlreichen Vereinigungen. So gab es früh (gegründet 1885) die Mendelssohn Loge XII 357, den entsprechenden Frauenverbund der Loge, einen Verein für jüdische Geschichte und Literatur, eine Ortsgruppe der Zionistischen Vereinigung, den Ostjüdischen Hilfsverein, einen Verein für Wanderfürsorge, den Central-Verein deutscher Staatsbürger jüdischen Glaubens und den Bund deutsch-jüdischer Jugend. Ortsgruppen von Der Ring (ab 1936 Bund Jüdischer Jugend), und des Reichsbunds jüdischer Frontsoldaten, dessen Sportvereinigung Der Schild gründeten sich ebenfalls. Das Jüdische Wochenblatt für Magdeburg und Umgegend erwähnt 1932 auch einen Walther Rathenau-Club. Orthodoxe Beter organisierten sich in den Vereinigungen Ahawas Reim („Nächstenliebe“ in der Blauebeilstraße 12) und die orthodoxe Jüdische Vereinigung Achduth („Einheit“) mit einer Betstube in der Straße Im Katzensprung.
Neben den Vereinen sorgte eine große Anzahl von Stiftungen für eine Versorgung von Kranken und Bedürftigen. Die Gotthold Simon-Stiftung und die Juliu und Sara Wiesenthal-Stiftung unterstützten etwa junge Frauen, die einen Beruf erlernen wollten. Die Kaufmann-Stiftung betrieb eine Ferienkolonie, die Gustav Heynemann-Stiftung versorgte alte Menschen und erwarb ein Grundstück für die Einrichtung eines Elternheims in der Arndstraße (Hausnummer 5). Die Gebrüder Friedeberg-Stiftung unterstützte fünf jüdische und fünf christliche Familien.
Von 1906 bis 1939 amtierte Rabbiner Dr. phil. Georg Wilde (1877–1949) als Gemeinderabbiner, er war Mitglied des Allgemeinen Rabbinerverbandes Deutschlands und der Vereinigung der liberalen Rabbiner Deutschlands. Von ihm erschien u. a. die Predigtsammlung Religiöse Bilder (1914). Im Ersten Weltkrieg diente er als Feldrabbiner bei der 4. Armee. Für die jüdischen Soldaten veröffentlichte er „Aus den Sprüchen der Väter“ und gemeinsam mit anderen Rabbinern das Büchlein „Sabbatgedanken für jüdische Soldaten“. Auf Rabbiner Wilde ging auch die Publikation einer Feldbibel zurück.
Eine Besonderheit war der Circus Blumenfeld, der 1928 bankrottging.

## Verfolgung unter den Nationalsozialisten (1933–1945)
1931 wurde Ernst Reuter zum Oberbürgermeister der Stadt gewählt, der Jude Herbert Goldschmidt wurde sein Stellvertreter. Beide wurden 1933 von Mitgliedern der Sturmabteilung ihres Amtes enthoben und aus dem Rathaus abgeführt. Goldschmidt wurde 1943 im KZ Riga-Kaiserwald ermordet. 
Der Lehrer Julius Philippson ging in den Widerstand und wurde verhaftet. Das Warenhaus der Gebrüder Barasch wurde 1936 arisiert, wie viele andere Unternehmen. Die historische Judengasse wurde in Zur Tischlerbrücke umbenannt.

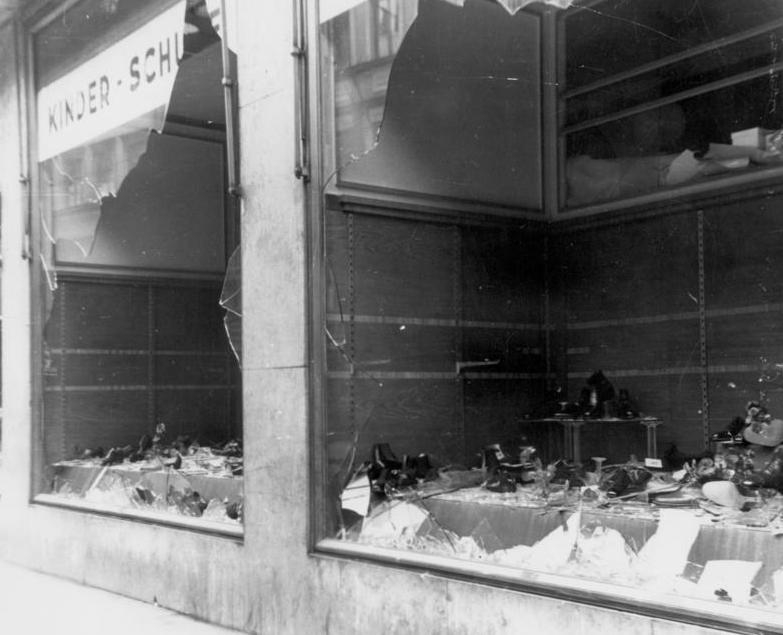
Zerstörtes jüdisches Schuhgeschäft nach der Pogromnacht, Magdeburg, November 1938

Während der Novemberpogrome 1938 plünderten Angehörige der SA, SS und Hitlerjugend viele Geschäfte und zerstörten das Innere der Alten Synagoge komplett. Im Frühjahr 1939 wurden alle Gebäude der Gemeinde gesprengt.
Der Gemeinderabbiner Dr. Wilde wurde am Morgen nach der Pogromnacht von der Gestapo abgeholt und für 11 Tage in das Konzentrationslager Buchenwald gebracht. Der damalige britische Oberrabbiner Joseph Hermann Hertz setzte sich für Wilde ein und so konnte dieser im März 1939 mit seiner Ehefrau nach England flüchten.
Deportationen von Juden aus Magdeburg erfolgten unter anderem auch am 14. April 1942 nach Warschau und am 11. Juli 1942 nach Auschwitz. Der seit 1923 pensionierte, angesehene jüdische Altsprachenlehrer Robert Philippson wurde 1942 im Alter von 84 Jahren noch deportiert. Insgesamt ermordeten Nationalsozialisten 1.521 jüdische Bürger Magdeburgs, darunter 287 Kinder.

## Nach 1945

### Synagogen-Gemeinde
Nach Ende des Zweiten Weltkriegs gründete sich 1946 eine Synagogengemeinde neu. Diese Einheitsgemeinde nennt sich heute Synagogen-Gemeinde zu Magdeburg. Sie war eine von acht Gemeinden in der DDR. Anfang der 1980er Jahre hatte sie nur noch etwa 20 Mitglieder. In den 1990er Jahren wuchs sie durch jüdische Zuwanderer aus den GUS-Staaten erheblich an. Mit 382 Mitgliedern ist sie heute (2024) die größere der zwei jüdischen Gemeinden in Magdeburg und praktiziert den orthodoxen Ritus.

### Liberale Gemeinde
2005 wurde die Liberale Jüdische Gemeinde zu Magdeburg als Austrittsgemeinde geformt. Diese praktiziert den reformierten Ritus und beansprucht für sich, das ideelle Erbe der vor der Schoa in Magdeburg ansässigen jüdischen Gemeinde fortzuführen.

### Kontroversen zwischen den beiden Gemeinden

#### Neue Synagoge
Beide ansässigen Gemeinden erheben Anspruch darauf, die Tradition jüdischen Lebens in Magdeburg fortzuführen und auf die Nutzung der 2023 fertiggestellten Neuen Synagoge. De facto ist die Synagogen-Gemeinde Bauherrin der Neuen Synagoge. Die Liberale Jüdische Gemeinde verweist auf die reformierte Prägung der Ortsgemeinde vor der Zerstörung der Alten Synagoge durch die Nationalsozialisten 1938/39 und fordert eine andere Gestaltung der Synagoge. Die Landesregierung von Sachsen-Anhalt koppelte die Förderung des Neubaus an das notarielle Bekenntnis, dass dieser allen Juden des Landes offen stünde.

#### Jüdischer Friedhof
Die Synagogen-Gemeinde ist Verwalterin des Israelitischen Friedhofs Magdeburg. Im Jahr 2021 wurde bekannt, dass die Synagogen-Gemeinde eine Kaution von 1.800 € für die Bestattung auf dem Friedhof eingeführt hatte. Nach Protest der Vorsitzenden der Liberalen Gemeinde wurde 2022 eine Einigung erzielt.

## Persönlichkeiten
- Hermann Rosenthal (1837–1896), Schriftsteller und Lyriker
- Magnus Hirschfeld (1868–1935), Arzt und Sexualwissenschaftler, Vorreiter der Ersten Homosexuellenbewegung
- Georg Wilde (1877–1949), liberaler Rabbiner zu Magdeburg, letzter Rabbiner vor dem Zweiten Weltkrieg
- Otto Schlein (1895–1944), Arzt und Kommunist